# Marilyn Bridges
Marilyn Christine Bridges (* 26. prosince 1948, Allendale) je americká fotografka známá svými černobílými leteckými fotografiemi starověkých i moderních krajin. Fotografovala posvátná i světská místa ve více než dvaceti zemích, včetně Peru, Mexika, Francie, Velké Británie, Egypta, Řecka, Turecka, Austrálie, Namibie, Indonésie a Indie. Bridges je licencovanou pilotkou a členkou Klubu průzkumníků. Žije v New Yorku.
Vystudovala fotografii na Rochester Institute of Technology. Fotografuje z malého letadla nebo vrtulníku s odstraněnými dveřmi, obvykle z výšky 90 až 300 metrů. Svou tvorbu vystavovala ve více než 300 světových muzeích a galeriích a její fotografie jsou součástí expozic více než 90 muzeí a soukromých sbírek. Její snímky se objevily ve významných časopisech, včetně Vanity Fair, Condé Nast Traveler, Life, Archaeology, Smithsonian a The New York Times. Je autorkou několika knih.

## Biografie
Marilyn Bridges se narodila v Allendale v okrese Bergen County ve státě New Jersey. Matka byla výtvarnice a vedla ji ke kreslení a tanci. Otec byl bankéř v New Yorku a amatérský fotograf. Když jí bylo pět let, dal jí otec fotoaparát a naučil ji s ním zacházet. Naučila se, že pořízení dobré fotografie vyžaduje soustředění. Jako dítě si ale nikdy nepředstavovala, že se fotografování stane její profesí.
Svou kariéru letecké fotografky zahájila v roce 1976 v peruánské poušti, kde pracovala jako komerční fotografka na zakázce pro cestovatelský časopis. Chtěla nafotit obrovské geoglyfy na planině Nazca, ale zjistila, že ze země není ze slavných linií téměř nic vidět. Rozhodla se proto najmout si své první jednomotorové letadlo. Když poprvé přeletěla nad liniemi Nazca v Peru, zaujalo ji jejich měřítko a tvar z letecké perspektivy natolik, že se rozhodla věnovat letecké fotografii tvůrčím způsobem. Vystudovala fotografii na Rochester Institute of Technology (RIT), kde získala bakalářský (1979) a magisterský titul z výtvarných umění (1981). Tisk peruánských negativů se stal jejím prvním školním projektem. Neměla ještě dokonalou techniku, ale hluboké stíny, výmluvné světlo a pocit nepřirozeně zastaveného času byly přítomné v každém snímku a odrážely její osobitý styl. V roce 1978 odvezla své peruánské fotografie do Amerického přírodovědného muzea v New Yorku a ukázala je kurátorovi antropologického oddělení Craigu Morrisovi, který jí zařídil v muzeu první výstavu.
Bridges získala Guggenheimovo stipendium a v roce 1982 si najala malé letadlo a pilota a odletěla fotografovat starobylá mayská naleziště do Yucatánu. Mnohá z nich byla stále částečně zarostlá hustou džunglí. Mapy, které měli k dispozici, byly však nepřesné, a v jednu chvíli jim došlo palivo a byli ztraceni v džungli. Pilot trval na tom, aby se, přestože nikdy letadlo neřídila, ujala řízení a on mohl prostudovat mapu. Po této zkušenosti se Bridges rozhodla, že začne chodit na hodiny létání. Získala pilotní průkaz, a dokonce si koupila vlastní Cessnu. Při fotografování sice stále dává přednost druhému pilotovi, aby se mohla plně soustředit na záběry, ale letadlo umí v případě potřeby řídit.
Její první kniha Markings: Aerial Views of Sacred Landscapes (Letecké pohledy na posvátné krajiny, 1986) obsahuje fotografie z planiny Nazca, snímky mayských lokalit, americké krajiny a starověké Británie a Bretaně. V rámci Fulbrightova stipendia se Bridges vrátila do Peru. Když chtěla fotografovat ruiny Machu Picchu v Andách, jediné letadlo, které bylo k dispozici, bylo velké dopravní letadlo. Kvůli velké nadmořské výšce používali pilot i druhý pilot kyslíkové masky, ale Bridges při fotografování masku používat nemohla. Fotografie z této cesty publikovala v knize Planet Peru: An Aerial Journey Through A Timeless Land (Planeta Peru: letecká cesta po věčné zemi, 1991). V Egyptě získala v letech 1993–94 neobvyklé povolení k letu nad Údolím králů a podél Nilu. Vykloněná ze starého ruského vojenského vrtulníku fotografovala desítky starověkých památek a výsledkem byla unikátní sbírka leteckých fotografií v knize Egypt: Antiquities from Above (Egypt: starověké památky z výšky, 1996). Blíže k domovu fotografovala starověké i současné památky po celých Spojených státech amerických, od předkolumbovských mohyl na Středozápadě a geoglyfů v Kalifornii až po lávové proudy na Havaji a ledovce na Aljašce. Mnohé z těchto fotografií jsou obsaženy v knize This Land is Your Land: Across America by Air (Toto je vaše země: letecky napříč Amerikou, 1997).
Bridges také získala grant francouzské vlády na pořízení leteckých fotografií historických i současných míst v oblasti Calais, aby zdokumentovala měnící se životní prostředí v souvislosti s tunelem pod kanálem La Manche. Fotografie shrnuje kniha Vue d'Oiseau, la mission photographique transmanche (Pohled z ptačí perspektivy, fotografická mise přes kanál La Manche, 1995). Podobný grant obdržela od belgické vlády, aby ze vzduchu zdokumentovala krajinu Valonska, a výsledkem je kniha Vol au-dessus de la Wallonie (Přelet nad Valonskem, 1999). Oba soubory fotografií se objevily na samostatných výstavách ve významných muzeích po celé Evropě.
V roce 2004 se Bridges pustila do fotografování v Turecku. Sledovala trasu, kterou se vydal Alexandr Veliký, když dobýval Perskou říši, a prošla egejské a středomořské pobřeží Anatolie. V této oblasti se nachází velké množství velkolepých řeckých a římských památek. Do Turecka se vrátila ještě třikrát, včetně cesty do východní Anatolie. V letech 2008–2009 získala grant od Institute for Aegean Prehistory na fotografování starověkých památek na Krétě. Tento projekt přinesl řadu neobvyklých problémů jako mimosezónní deště, nedostatek pohonných hmot kvůli stávce a náhlé rozhodnutí řeckého letectva zakázat civilní lety v období, kdy plánovala pracovat. Díky své houževnatosti překonala všechny překážky a uspěla.
Bridges fotografuje z malého letadla nebo vrtulníku s odstraněnými dveřmi, obvykle z výšky 90 až 300 metrů. Své fotografie vystavovala ve více než 300 muzeích a galeriích, včetně samostatných výstav ve Smithsonian Institution ve Washingtonu, v Moskevském domě fotografie v Rusku, ve Field Museum of Natural History v Chicagu, v George Eastman House v Rochesteru, v Royal Ontario Museum v Torontu a v International Center of Photography v New Yorku. Rozsáhlé sbírky jejích prací se nachází v Centru tvůrčí fotografie v Tucsonu, International Center of Photography v New Yorku, Muzeu moderního umění v New Yorku, Penn Museu ve Filadelfii a Musée de la Photographie à Charleroi v Belgii. Její fotografie byly publikovány ve významných časopisech, včetně Vanity Fair, Condé Nast Traveler, Time, Life, Archaeology, Smithsonian a The New York Times Magazine. Bridges je držitelkou mnoha ocenění, včetně Guggenheimova stipendia.

## Dílo
- Markings: Aerial Views of Sacred Landscapes (New York: Aperture, Inc., 1986; 2. vydání, 1990)
  - Německé vydání: Für die Götter: Luftaufnahmen heiliger Landschaften (Frankfurt: Zweitausandendeins, 1990)
- The Sacred & Secular: A Decade of Aerial Photography (New York: International Center of Photography, 1990)
- Planet Peru: An Aerial Journey Through A Timeless Land (New York: Aperture, Inc., 1991).
  - Německé vydání: Planet Peru: Reise über ein zeitlosen Land (Frankfurt: Zweitausendeins, 1991)
- Vue d'oiseau, la mission photographique transmanche (Douchy, Francie: Centre Regional de la Photographie, 1996)
- Egypt: Antiquities from Above (Boston: Bulfinch Press, Little Brown & Co., 1996).
  - Německé vydání: Ägypten: das Reich der Pharaonen aus der Luft betrachtet (Mnichov: Kindler, 1996).
  - Francouzské vydání: L'Egypte vue du ciel (Paříž: Editions du Seuil)
- This Land Is Your Land: Across America by Air (New York: Aperture, 1997)
- Vol au-dessus de la Wallonie (Charleroi, Belgium: Editions MET, Musée de la photographie à Charleroi, 1999)
- Flights Through Time (Revere, Pennsylvania: Lodima Press, 2007)
- In the footsteps of Alexander: An aerial adventure. Explorers Club Journal 85(3), s. 44-53 (2007)